# Михаил Недялков
Михаил Христов Недялков или Неделков (изписване до 1945 година: Михаилъ Недѣлковъ) е български революционер, деец на Вътрешната македонска революционна организация.

## Биография
Мише Недялков е син на българския генерал Христо Недялков. Роден е на 5 октомври 1896 година. Присъединява се към ВМРО и през 1924 година е в четата на Панчо Михайлов. На 12 юли 1924 година четата влиза в сражение със сръбска потеря край Калиманци, при което загиват Мите Церски, Мишо Наутлиев, Стоил Бичаклиев от Щип и Илия Златанов от Дулица, брат на Харалампи Златанов.

В съболезнователно писмо до Христо Недялков Тодор Александров отбелязва: 
| „ | Докато българското племе създава храбреци като Вашия син, непрежалимия наш другар – Мишо, Македония няма да остане дълго време под чуждо робство и българската нация я очаква светло бъдеще. | “ |